# Pointe Geffrier
La pointe Geffrier est un cap de Guadeloupe.

## Géographie
Il se situe à la plage de Babin et forme avec la pointe Macou l'anse Babin. A l'ouest de la pointe Geffrier se trouve la pointe Coin à nous.